# 코토카 국제공항
코토카 국제공항(IATA:ACC, ICAO:DGAA)은 가나의 수도 아크라에 위치한 가나의 가장 중요한 국제 항공 시설이다. 에어버스 A380 같은 큰 항공기를 수용할 수 있다. 코토카 국제공항은 2004년부터 가나 에어웨이를 대체한 가나 국제항공의 주요 허브 공항이다. 또한 가나 공군이 중요한 군사시설로 사용하고 있기도 하다.
코토카 국제공항은 1967년에 엠마누엘 코토카의 이름을 따서 지어졌다.
공항에 새로운 출발과 도착 터미널이 2004년에 개방되었지만 계획되었던 덮개가 씌어진 통로가 완성되지 않았다. 대신에, 셔틀 버스가 승객들을 게이트에서 항공기까지 운송했다.
2006년 공항은 1,083,431명의 승객을 수용하였다.

## 운항 노선
| 항공사                                | 목적지                                                   |
| ------------------------------------- | -------------------------------------------------------- |
| 에어로커넥터                          | 라고스                                                   |
| 에어로 부르키나                       | 아비장, 와가두구                                         |
| 에어로 나보와루                       | 아비장                                                   |
| 에어 말리                             | 바마코                                                   |
| 나미비아 항공                         | 요하네스버그, 빈트후크                                   |
| 에어 나이지리아                       | 반줄, 다카르, 라고스, 몬로비아                           |
| 알리탈리아                            | 로마(레오나르도 다 빈치)                                 |
| 암트랙에어                            | 쿠마시, 슨야니, 타코라디, 모이                           |
| 아리크 에어                           | 아부자, 반줄, 다카르, 라고스                             |
| 영국항공                              | 런던(히드로)                                             |
| 브뤼셀 항공                           | 브뤼셀                                                   |
| CEIBA 인터 콘티넨탈                   | 코토누, 말라보                                           |
| CTK-시티링크                          | 쿠마시, 슨야니, 타코라디, 모이                           |
| 델타항공                              | 애틀랜타, 몬로비아, 뉴욕(JFK)                            |
| 이집트 항공                           | 카이로                                                   |
| 에미레이트 항공                       | 아비장, 두바이                                           |
| 에티오피아 항공                       | 아디스아바바                                             |
| 에티오피아 항공 ( 아스카이 항공 운영) | 바마코, 반줄, 로메, 다카르, 코나크리, 프리타운, 몬로비아 |
| 케냐 항공                             | 프리타운, 몬로비아, 나이로비                             |
| KLM                                   | 암스테르담                                               |
| 루프트한자                            | 프랑크푸르트                                             |
| 중동 항공                             | 베이루트                                                 |
| 로얄 에어 모로코                      | 카사블랑카                                               |
| 남아프리카 항공                       | 요하네스버그                                             |
| 스타보우 항공                         | 쿠마시, 슨야니, 타코라디, 모이                           |
| TAP 포르투갈                          | 리스본                                                   |
| 터키항공                              | 이스탄불(아르나부코이)                                   |
| 유나이티드 항공                       | 워싱턴D.C.                                               |
| 버진 애틀랜틱 항공                    | 런던(히드로)                                             |

### 화물 노선
| 항공사                   | 목적지           |
| ------------------------ | ---------------- |
| 에어로 젬카고            |                  |
| 아프리카 웨스트 에어라인 | 로메             |
| AV 화물항공              | 샤르자           |
| 카고룩스                 | 룩셈부르크, 캔트 |